# 蔡开元
蔡开元（1965年4月—）， 福建莆田人，北京航空航天大学自动控制系教授，主要研究领域为软件可靠性与测试、智能系统与控制、软件控制论。中华人民共和国教育部第二批“长江学者”特聘教授。
分别于 1984年、 1987年、 1991年在北京航空航天大学获得学士、硕士、博士学位。后留校工作，1995年10月晋升教授。曾在英国、美国、澳大利亚、香港访问工作。担任 多个国际丛书主编、多种中国境外召开的国际学术会议程序委员会委员或主席。曾出版两本英文专著《 Software Defect and Operational Profile Modeling》和《 Introduction to Fuzzy Reliability》。其研究中关于软件可靠性的部分研究工作被称为 “蔡氏模型 ”。